# Ciske de Rat (soundtrack)
Ciske de Rat is de originele soundtrack, gecomponeerd door Erik van der Wurff voor de film Ciske de Rat uit 1984 van Guido Pieters. Het album werd uitgebracht in 1984 door RCA Records.
De instrumentale muziek werd uitgevoerd door een orkest (strings) onder leiding van Benny Behr. De muziek werd opgenomen in de Studio Arnold Mühren in Volendam door Henk Mühren, Wisseloordstudio's in Hilversum door John van den Houten en DGG Studio in Hamburg door Behrouz-Vaheb.
Het album bevat ook twee liedjes: "Ik voel me zo verdomd alleen", geschreven door Karin Loomans (tekst) en Herman van Veen (muziek) en "Vergeet nu maar je zorgen", geschreven door Karin Loomans (tekst), Martin Duiser en Peter Schön (muziek). De liederen werden gezongen door Danny de Munk en opgenomen in de Soundpush Studio in Blaricum door Jaap Eggermont, Jan Schuurmans en Emile Elsen.

## Tracklijst
Alle nummers geschreven door Erik van der Wurff, tenzij anders aangegeven.

| 1.                 | Ik voel me zo verdomd alleen – Danny de Munk (tekst: Karin Loomans; muziek: Herman van Veen)           | 3:25 |
| 2.                 | He stinkerd                                                                                            | 3:28 |
| 3.                 | Bij tante Jans                                                                                         | 3:23 |
| 4.                 | Variatie 1 he stinkerd                                                                                 | 1:05 |
| 5.                 | Vader / Moeder                                                                                         | 1:23 |
| 6.                 | Het cafe                                                                                               | 1:56 |
| 7.                 | Variatie 2 he stinkerd                                                                                 | 0:34 |
| 8.                 | Verstild                                                                                               | 1:50 |
| 9.                 | In het opvoedingsgesticht                                                                              | 1:56 |
| 10.                | Vergeet nu maar je zorgen – Danny de Munk (tekst: Karin Loomans; muziek: Martin Duiser en Peter Schön) | 3:38 |
| 11.                | Scheiding                                                                                              | 1:44 |
| 12.                | Brand                                                                                                  | 2:22 |
| 13.                | Wat gebeurt daar                                                                                       | 2:36 |
| 14.                | Cafémuziek                                                                                             | 2:12 |
| 15.                | Variatie 3 he stinkerd                                                                                 | 0:49 |
| 16.                | Noodlotsgevoel                                                                                         | 5:53 |
| Totale duur: 38:14 | |      |

## Personeel
- Louis Debij – percussie
- Jurre Haanstra – drums
- Bas Krumperman – gitaar
- Cees van der Laarse – basgitaar
- Chris Lookers – gitaar
- Harry Mooten – accordeon
- Nard Reijnders – saxofoon, klarinet (bas), accordeon
- Marcel Schimscheimer – basgitaar
- Peter Schön – synthesizer
- Jan Vermeulen – basgitaar
- Erik van der Wurff – piano, synthesizer, glockenspiel, klavecimbel (Spinet), accordeon, mandoline, panfluit

## Hitnoteringen

### NederlandseAlbum Top 100
| Hitnotering: (Week 1 t/m 7) 28-04-1984 t/m 09-06-1984 Hitnotering: (Week 8) 23-06-1984 | Hitnotering: (Week 1 t/m 7) 28-04-1984 t/m 09-06-1984 Hitnotering: (Week 8) 23-06-1984 | Hitnotering: (Week 1 t/m 7) 28-04-1984 t/m 09-06-1984 Hitnotering: (Week 8) 23-06-1984 | Hitnotering: (Week 1 t/m 7) 28-04-1984 t/m 09-06-1984 Hitnotering: (Week 8) 23-06-1984 | Hitnotering: (Week 1 t/m 7) 28-04-1984 t/m 09-06-1984 Hitnotering: (Week 8) 23-06-1984 | Hitnotering: (Week 1 t/m 7) 28-04-1984 t/m 09-06-1984 Hitnotering: (Week 8) 23-06-1984 | Hitnotering: (Week 1 t/m 7) 28-04-1984 t/m 09-06-1984 Hitnotering: (Week 8) 23-06-1984 | Hitnotering: (Week 1 t/m 7) 28-04-1984 t/m 09-06-1984 Hitnotering: (Week 8) 23-06-1984 | Hitnotering: (Week 1 t/m 7) 28-04-1984 t/m 09-06-1984 Hitnotering: (Week 8) 23-06-1984 | Hitnotering: (Week 1 t/m 7) 28-04-1984 t/m 09-06-1984 Hitnotering: (Week 8) 23-06-1984 | Hitnotering: (Week 1 t/m 7) 28-04-1984 t/m 09-06-1984 Hitnotering: (Week 8) 23-06-1984 |
| Week:                                                                                  | 1                                                                                      | 2                                                                                      | 3                                                                                      | 4                                                                                      | 5                                                                                      | 6                                                                                      | 7                                                                                      |                                                                                        | 8                                                                                      |                                                                                        |
| -------------------------------------------------------------------------------------- | -------------------------------------------------------------------------------------- | -------------------------------------------------------------------------------------- | -------------------------------------------------------------------------------------- | -------------------------------------------------------------------------------------- | -------------------------------------------------------------------------------------- | -------------------------------------------------------------------------------------- | -------------------------------------------------------------------------------------- | -------------------------------------------------------------------------------------- | -------------------------------------------------------------------------------------- | -------------------------------------------------------------------------------------- |
| Positie:                                                                               | 23                                                                                     | 14                                                                                     | 22                                                                                     | 37                                                                                     | 35                                                                                     | 36                                                                                     | 45                                                                                     | uit                                                                                    | 48                                                                                     | uit                                                                                    |